# ORP Gniezno
ORP Gniezno — польське десантне судно класу «Люблін». Збудоване на верфі у Гданську. На службі Військово-морських сил Польщі з 1990 року. Призначене для десантування на берег та швидкої висадки транспорту, військової техніки та особового складу. Судно може доставити у місце призначення 135 солдат та 16 вантажівок або 9 танків. Крім, того ORP Gniezno може доставляти морські міни та створювати мінні загородження.